# Złotoryjsko
Złotoryjsko – osada w Polsce położona w województwie wielkopolskim, w powiecie poznańskim, w gminie Murowana Goślina.
W latach 1975–1998 miejscowość administracyjnie należała do województwa poznańskiego.